# 全美超級模特兒新秀大賽 (第十七季)
《全美超級模特兒新秀大賽》第十七季，是美國真人秀《全美超級模特兒新秀大賽》的第十七季，會在2011年9月14日於CW首播。本季特點為安排以往選手再次參與比賽，故本季又被稱為《全明星(All-Stars)全美超級模特兒新秀大賽》。
本季獎品號稱有史而來最豐富的；除了一貫的10萬元的「封面女郎」廣告合約外，冠軍可以成為高級雜誌時尚《Italian Vogue》中的拉頁人物、娛樂新聞節目EXTRA的客席主持，並包辦時裝品牌Express的全國平面廣告女主角。
本季於美國播放時，廣告時段加插維珍集團贊助的「本週重點明星」環節，由美國情侶藝人組合Sparah選出該集最觸目的參賽者。

## 參賽者
本季由十四位曾參與以往十六個賽程的選手組成，第三、六、七、八季無代表選手，第五、十一季各有兩名選手回鍋，遞補原先受邀參賽但拒絕的第六季參賽者Jade Cole。 按各人首次參賽季度次序排列：
| 參賽者                  | 譯名       | 參賽歲數 | 來自             | 上次參賽季度 | 原赛季名次 | 本赛季名次 |
| ----------------------- | ---------- | -------- | ---------------- | ------------ | ---------- | ---------- |
| Shannon Ratliff         | 夏儂       | 27歲     | 印地安那州平原市 | 第一季       | 亞軍       | 第六名     |
| Camille McDonald        | 卡蜜兒     | 33歲     | 紐約州新羅謝爾   | 第二季       | 第五名     | 第十一名   |
| Brittany Brower         | 布蘭妮     | 29歲     | 加州洛杉磯       | 第四季       | 殿軍       | 第十四名   |
| Brittany "Bre" Scullark | 布莉       | 26歲     | 加州洛杉磯       | 第五季       | 季軍       | 第十名     |
| Lisa D'Amato            | 莉莎       | 30歲     | 加州荷里活       | 第五季       | 第六名     | 冠军       |
| Bianca Golden           | 碧昂卡     | 22歲     | 紐約州紐約       | 第九季       | 殿軍       | 第八/九名  |
| Dominique Reighard      | 多明妮克   | 27歲     | 俄亥俄州哥倫布   | 第十季       | 殿軍       | 第五名     |
| Sheena Satana           | 席娜       | 24歲     | 紐約市哈林區     | 第十一季     | 第六名     | 第十三名   |
| Isis King               | 艾希斯     | 25歲     | 紐約州紐約       | 第十一季     | 第十名     | 第十二名   |
| Allison Harvard         | 愛莉森     | 23歲     | 紐約布魯克林     | 第十二季     | 亞軍       | 亚军       |
| Laura Kirkpatrick       | 蘿拉       | 22歲     | 加州洛杉磯       | 第十三季     | 亞軍       | 殿军       |
| Angelea Preston         | 安潔莉     | 25歲     | 紐約皇后區       | 第十四季     | 第三/四名  | 季军       |
| Kayla Ferrel            | 凱拉       | 20歲     | 伊利諾州芝加哥   | 第十五季     | 第三/四名  | 第八/九名  |
| Alexandria Everett      | 亞莉珊卓亞 | 22歲     | 加州亨廷頓比奇   | 第十六季     | 殿軍       | 第七名     |

## 每集內容

### 第一週：Nicki Minaj
本季度為節目開辦以來首次的「星級復活賽」，全明星陣容由過往16季中「最受歡迎」、性格最突出的女孩們組成。參賽者為爭奪曾失之交臂的冠軍寶座及豐富獎品而使出自己的超模本領。節目一開始女孩們在新一季的超模屋相遇，中間出現了些小插曲。Bre為給好姊妹Bianca一個驚喜，沒有預先告知她自己會參賽，Bianca因此大發脾氣；Angelea直言若有人會跟她起衝突，Bianca絕對是不二人選；Kayla改變了過去令人印象深刻的紅色髮色，因此進屋時沒有人認出她是誰；Bianca直言Camille是她最不想見到的參賽者；Camille進屋時遭受其他參賽者莫名的冷漠對待。首週的硬照主題為重現全明星們在過往賽季所呈現出來的強烈個人特色。
| 參賽者     | 演繹氣質     |
| ---------- | ------------ |
| Alexandria | 陽光加州女郎 |
| Allison    | 怪異娃娃     |
| Angelea    | 街頭女王     |
| Bianca     | 野蠻女孩     |
| Bre        | 隔都佳人     |
| Brittany   | 派對動物     |
| Camille    | 耍大牌天后   |
| Dominique  | 剛柔並濟     |
| Isis       | 自信儷人     |
| Kayla      | 自豪拉拉     |
| Laura      | 鄉村甜心     |
| Lisa       | 野孩子       |
| Shannon    | 純潔天使     |
| Sheena     | 性感女神     |

Bianca一如既往，為髮型大發牢騷；Shannon為了性感衣著而對比賽有所微言；完成變性手術的Isis穿著比基尼的自在表現得到Mr. J稱讚。硬照拍攝結束後，傑先生告訴女孩們她們即將前去紐約時代廣場參加節目史上首次公開評審。Tyra Banks、Nigel Barker和Andre Leon Tally組成評審鐵三角，加上特別嘉賓唱作饒舌歌手Nicki Minaj共同進行全明星比賽的首次評審。Isis、Allison、Angelea和Laura的硬照與臨場表現尤其獲得評審們讚賞，Alexandria則因在評審台上遭觀眾倒喝彩而心情低落。
結束比賽史上首次的公開評審後，Ms. J和Mr. J現場訪問觀眾意見。最後由被標籤為「最沒有觀眾緣」的Alexandria，以及被評審宣稱最不為觀眾留下深刻印象的Brittany落入包尾二人；Tyra認為令人又愛又恨總比被人忽略好，且這亦是明星的特點，Alexandria因而得以留下，而Brittany則無奈地成為首名出局參賽者。
特別嘉賓：Nicki Minaj

首名：Isis

包尾：Alexandria / Brittany

淘汰：Brittany

維今本週重點明星：Kayla - 最敢言自信獎 (Loudest and Proudest)

### 第二週：Ashlee Simpson
經歷上週出人意表的淘汰後，女孩們明白各自必須加倍努力。回到超模屋，Tyra請來品牌塑造專家Martin Lindstrom教授各人如何建立自己的風格，並根據觀眾們對她們的觀感，給予每人一個代表詞彙。
| 參賽者     | 代表詞彙 |
| ---------- | -------- |
| Alexandria | 堅強     |
| Allison    | 獨特     |
| Angelea    | 堅持     |
| Bianca     | 坦率     |
| Bre        | 閨蜜     |
| Camille    | 傲慢     |
| Dominique  | 倖存者   |
| Isis       | 鼓舞者   |
| Kayla      | 自由     |
| Laura      | 可愛     |
| Lisa       | 大膽     |
| Shannon    | 值得信賴 |
| Sheena     | 難以預測 |

隨著比賽壓力上升，參賽者之間也開始出現磨擦，在超模屋內分成不同的小圈子；Bianca、Bre和Isis因小事與Camille、Dominique和Lisa互看不順眼。
緊接著，Ms. J與特別嘉賓Ashlee Simpson宣佈眾人即將接受大變身。雖然這對她們來說並非新鮮事，但很多人對更改髮型仍然感到緊張：Sheena因上次的掉髮的不愉快經驗而心有餘悸；Alexandria對剪掉長髮感到激動不已，過程中大聲尖叫甚至落淚表現感激之情，卻引來其他人側目；Lisa和Bre都對剪短髮感到不快，Bre更一度躲進廁所崩潰大哭。本週硬照主題挑戰參賽者們「塑造品牌」的能力——以自己的代表詞彙，為知名美式餐廳品克的热狗創造新款熱狗并拍攝宣傳照本次最佳硬照獲得者的個人熱狗將能在餐廳上市，其照片也將被刊在餐廳店面和網站上。Laura、Alexandria、Bianca、Angelea和Lisa表現理想；相反，Kayla、Camille和Sheena卻未能順利演繹各自的代表詞彙。
評審室中評審們認為全明星雖然能拍出美麗的照片，但除Lisa和Bianca外，其餘參賽者均未能在照片中貫徹其代表特質。Tyra尤其對Kayla的迷失感到惋惜，同時不明白Sheena為何在硬照中絲毫沒有明星氣質。揭曉結果時，Lisa雖對新造型不滿，但仍拍出了大膽的好照片，贏得最佳硬照。Kayla與Sheena二人面臨包尾命運，結果Sheena因照片失色而出局，Kayla則被Tyra鼓勵振作。
特別嘉賓：Ashlee Simpson、Martin Lindstrom

首名：Lisa

包尾：Sheena / Kayla

淘汰：Sheena

維珍本週重點明星：Alexandria - 最戲劇化變身獎 (Top Makeover)

### 第三週：克里斯汀·卡瓦拉里（英语：Kristin Cavallari）
本週真人秀明星Kristin Cavallari與參賽者們見面，傳授參賽者們名人的成功之道。本週挑戰賽要求全明星登上娛樂新聞節目EXTRA，並即時接受節目主持马里奥·洛佩兹的尖銳訪問。挑戰以隊制形式進行，Nigel Barker擔任挑戰賽評審，第一隊為Lisa、Alexandria、Angelea、Laura、Dominique和Isis，第二隊則由Bianca、Kayla、Allison、Camille、Bre和Shannon組成。勝出隊伍將可獲得本集「免死金牌」，逃過被淘汰命運，因此兩隊各盡全力，誓不落敗。結果，第二隊勝出，Allison更因出色表現而雀屏中選獲得EXTRA訪問機會。第一隊由於Lisa的過火的拍掌鼓勵及搶話而影響表現，同時Nigel指出Angelea過分內歛，未能展現明星風範。Angelea為此感到憤憤不平，在超模專車上向其他參賽者大吐苦水，認為自己只是在訪問場合保持專業淡定形象，並表示會在評審大會中對Nigel作出質詢。
本次硬照要求二人一組，踏上高蹺拍攝優雅照片。Bianca因懼高症而花容失色，與Lisa的搶眼表現相比相形失色；Angelea及Isis力求表現卻未見成效；Alexandria及Allison的大膽創新則使杰先生眼前一亮，兩人的照片也在評審會中受到高度讚賞。Angelea直接對Nigel提出質疑，Nigel欣賞她的直率，Tyra趁機教授中庸之道。勝出隊伍的表現良莠不齊，Camille和Kayla的照片令評審們不敢恭維，卻因二人擁有免死金牌而安然過關。Tyra表示包尾二人Angelea和Isis的照片確實未如理想，卻並非最差，希望眾人明白挑戰賽的重要性。結果，Tyra欣賞Angelea求進步的精神，使她得以留下，Isis則成為本季第三位出乎意料的出局者。
特別嘉賓：克里斯汀·卡瓦拉里、马里奥·洛佩兹

首名：Allison

包尾：Angelea / Isis

淘汰：Isis

維珍本週重點明星：Allison - 最性感翹臀獎 (Bangin' Booty Tooch)

### 第四週：Anthony Zuiker
Kayla因比賽壓力及混吃成藥而出現嚴重的嘔吐及心跳反應，眾人大為緊張，節目組急召救護車將Kayla送院。幸而Kayla經醫生診症後並無大礙，即時重返比賽。本週挑戰賽考驗參賽者的演技，安排她們為熱播電視劇《CSI犯罪現場》進行角色試鏡，並接受該劇創作人Anthony Zuiker評判。全明星被台詞中的醫學名詞難倒，Lisa不以為意的態度及糟糕表現被Mr. J及Anthony Zuiker評為不堪入目；只有Angelea和Bre能完全記熟對白，兩位評審更盛讚Angelea能把個人性格融入角色，最後挑戰勝出者是表現從容淡定的Bre，她也獲得該劇集的演出機會作為獎品。
本次硬照要求全明星與三位男模合作，為時裝品牌Express拍攝一輯硬照，以不同角色演繹時尚服飾。Angelea的表現深得Express客戶讚賞，Allison、Dominique和Laura也令客戶眼前一亮；而Lisa、Camille和Bianca表現遜色，Kayla則因為早前的健康恐慌而對這次評審異常緊張。
| 參賽者                       | 演繹角色                |
| ---------------------------- | ----------------------- |
| Alexandria, Angelea, Camille | 交際花 (The Socialite)  |
| Allison, Shannon             | 女朋友 (The Girlfriend) |
| Dominique, Kayla, Lisa       | 潮女 (The Cool Chick)   |
| Bianca, Bre, Laura           | 調情高手 (The Flirt)    |

在評審大會中，評審們的意見鮮有地極為不一致，唯一的共識是Angelea表現強勁，能在客戶面前盡展個人魅力，她也理所應當得到首名入圍。Lisa和Camille則因照片遜色且諸多藉口，令眾評審們大感不滿，雙雙跌入淘汰區；結果Lisa因個性較Camille突出而留下，Camille黯然離去全明星賽場。
特別嘉賓：Anthony Zuiker

首名：Angelea

包尾：Lisa / Camille

淘汰：Camille

維珍本週明星：Kayla - 完全崩潰獎 (Total Model Meltdown)

### 第五週：LaToya Jackson
上週首名入圍令Angelea信心十足，與此同時，屢次殿後的Bre開始懷疑自己的實力。Bianca因為打電話問題找Shannon理論，卻使得Shannon激動落淚；Lisa看不過眼而加入戰局，超模屋氣氛緊張。本週全明星們為真人秀明星Kardashian姐妹的時裝品牌進行時裝展，Kardashian姐妹Kim、Kourtney及Khloe皆為座上賓。為提高難度，全明星需要在旋轉木馬上走台展現魅力。Bre和Lisa的表現倍受三姐妹讚賞，同時勝出挑戰；Bianca卻把不滿情緒掛在臉上，影響臨場表現。杰夫人關心Bianca，卻使其情緒一發不可收拾，在杰夫人面前爆發，并再次與Shannon和Lisa起衝突，最後由Bre出來打圓場。
本週硬照主題為已故流行樂天王Michael Jackson的致敬特輯，在Michael Jackson姊姊LaToya Jackson的指導下，全明星們模仿天王各時期經典造型拍攝硬照。眾人的表現令LaToya十分滿意，其中Laura、Dominique和Shannon尤其出色，而Angelea對天王的熱愛卻無法表現到照片中。評審大會上Tyra表示本週的入圍順序首次全由客席評審LaToya決定。Angelea因為遜色的照片和不穩定的比賽表現，第二次跌入淘汰區，Lisa也因為重複單調的一字馬姿勢而連續第二周兩週。Tyra讓LaToya全權決定兩位女孩的命運，LaToya表示在拍攝過程中，被全明星的全情投入而感動，而且她的弟弟Michael Jackson代表著愛，因此她不會淘汰任何人，並鼓勵兩人繼續努力，尋求突破。Angelea感動流淚，感謝LaToya、Michael Jackson和上天，覺得冥冥中註定她要留下。
| 參賽者                      | 演繹時代   |
| --------------------------- | ---------- |
| Allison                     | 60年代     |
| Bianca, Kayla, Lisa         | 80年代早期 |
| Bre                         | 80年代     |
| Angelea, Dominique, Shannon | 80年代晚期 |
| Laura                       | 90年代     |
| Alexandria                  | 90年代晚期 |

特別嘉賓：LaToya Jackson、Kim Kardashian、Kourtney Kardashian、Khloe Kardashian

首名：Laura

包尾：Angelea / Lisa

淘汰：無

維珍本週明星：Bianca / Lisa - 最佳爭吵獎(Best Catfight)

### 第六週：Coco Rocha
本週全明星被分成兩組，在沙灘上進行慈善足球賽。紅隊由Alexandria、Allison、Kayla、Lisa和Shannon組成，對抗藍隊的Angelea、Bianca、Bre、Dominique和Laura，每組分別與兩位職業球員搭檔，并請回來了四位被淘汰的參賽者(Brittany、Sheena、Isis和Camille)加入比賽，優勝一方將贏得獎金並平均分捐給勝方兩位職業球員他們所代表的不同機構，過程中全明星同時參加小挑戰，需要一邊比賽一邊接受快照拍攝展現時尚魅力。最後藍隊獲得比賽勝利，Kayla則贏出小挑戰，獎品是由Andre指導為Tyra的網頁TypeF.com拍攝硬照。
本週硬照主題邀得世界超模Coco Rocha與全明星合作，參賽者兩人一組與Coco Rocha共同詮釋惡女們肉搏的主題硬照。Bianca與Shannon兩位冤家聚頭，拍照時發揮平平卻也可圈可點；Angelea在與Laura拍攝中途因表現不佳崩潰，中途離場，在受Mr. Jay鼓勵後平復心情繼續拍攝並給出優異表現；Bre則表現過火使Coco感到難以合作；Dominique與Lisa最後壓軸出場，拿出驚豔表現，被Mr. Jay評為當日與Coco拍攝的「最強三人組」。
評審大會上Coco盛讚Angelea及時重回拍攝現場的專業精神;Alexandria與Bre的照片沒有亮點，評審表示Alexandria看起來就是個真人秀明星，沒有名模時尚感，Coco則表示Bre的瘋狂表現令人驚恐。Alexandria與Bre共同落入包尾二人，Tyra表示兩人都失去了在她們原先季度所展現的魅力活力，最後Tyra選擇留下第二次包尾的Alexandria，Bre遺憾離開超模屋。
特別嘉賓：Coco Rocha

首名：Dominique

包尾：Alexandria / Bre

淘汰：Bre

維珍本週明星：Bre - 驚聲尖叫獎(Dream Scream)

### 第七週：Kathy Griffin
為考驗全明星的品牌塑造力，本週挑戰賽要求她們設計個人招牌香水，並於香水發佈會上在浴缸中展示美態，宣傳自己的香水，同時邀來節目第三季冠軍Eva Pigford參與評審。
| 參賽者     | 香水名稱                 |
| ---------- | ------------------------ |
| Alexandria | 鑽夜叉 (Diamondatrix)    |
| Allison    | 血腥小甜甜 (Honey Blood) |
| Angelea    | 安潔麗 (Angelea)         |
| Bianca     | 率直 (Candid)            |
| Dominique  | 倖存者 (Survivor)        |
| Kayla      | 自由 (Free)              |
| Laura      | 愛 (Love)                |
| Lisa       | 霓虹 (Neon)              |
| Shannon    | 迷戀 (Smitten)           |

在發佈會上，Lisa深受觀眾喜愛，令Nigel及Eva選她成為本次挑戰勝出者，并贏得今集免死金牌，更同時宣佈比賽獎品將加碼，冠軍將成為節目專屬香水Dream Come True的代言人。而Shannon與Kayla的表現均過於約束，不夠自然；Bianca則認為專業模特兒不會躺在浴缸裡銷售商品，表明絕不會妥協坐在浴缸中，并準備在評審大會上好好為自己解釋。
本週硬照主題需要全明星扮演兩位真人秀明星－－Snooki和NeNe，重型機車上擺姿勢，為「真人秀」注入「高級時尚」。Lisa的表現令評審們十分驚喜，Tyra表示她又感受到了Lisa在第五季所呈現的無敵硬照。已有免死金牌的Lisa不負眾望首名入圍。而本次Tyra決定一次淘汰兩人，Bianca、Shannon和Kayla落入最差三姝。評審們感覺Shannon未能釋放自己，美麗的照片中欠缺熱誠；Kayla則缺少了在第十五季所展現的親和力和可愛氣質；而Bianca雖有優秀的外在條件，但反叛和高傲的性格令評審擔憂她不能接受評審的教導。最後Tyra拿出Shannon的照片，鼓勵她找回第一季的熱忱和實力。Kayla與Bianca在全明星比賽中共同名列第八名，離開比賽。
特別嘉賓：Kathy Griffin, Eva Pigford

首名：Lisa

包尾：Bianca / Kayla / Shannon

淘汰：Bianca & Kayla

### 第八週：GAME
在本週，超模新秀們面對本節目有史以來最困難的挑戰！在觀看電視上播放Youtube知名人物Madison Hohrine的演出後，參賽者得知這次需要編寫一首關於自己的歌曲，並一手包辦作曲作詞和演唱及MV演出。
| 參賽者     | 歌曲名稱            |
| ---------- | ------------------- |
| Alexandria | Go, Go, Go          |
| Allison    | Under water         |
| Angelea    | I'm Here            |
| Dominique  | Tooch Ya Booty      |
| Laura      | Southern Sweet Girl |
| Lisa       | I Be Like Whoa!     |
| Shannon    | World Go Round      |

嘉賓Tom Polce和Mr Jay到訪超模屋子講解編曲，而Tom Polce就是該小挑戰的評審和該集主題歌曲的錄音師，要參賽者們在限定時間內完成作詞。Shannon的詞關於她的伴侶、而Allison寫了她父親的離世，曾經出過專輯的Lisa成功勝出挑戰賽，得到的獎勵是未婚夫的來訪。
翌日，各超模到訪錄音室錄各自的歌曲，並且要加入副歌台詞－－"Pot Ledom" (把"Top Model" 倒轉)。Allison因想起家人而哭起來，Lisa 也表現出歌手的風範，最後各超模都能成功錄製各自的歌曲。 隨後，她們到了MV拍攝場景，而特別嘉賓：知名饒舌歌手 GAME 到場協助拍攝，其中Lisa和Allison的氣勢非凡，而Angelea被Mr Jay説她的眼睛沒有生氣。其後，Tyra和Youtube頻道另一偶像－－Keenan Cahill也來到場，拍攝加入各個參賽者MV的背景畫面。
到了評審日，Dominique被為有巨星的氣質，Lisa和Allison也得到好評，但Angelea和Shannon被評論眼神和表情不夠豐富，而Alexandria沒有表現出動態與熱情與歌詞曲意相差過大。Allison獲得Game的讚美而獲得首名、Lisa以次名出線，而不討好評審的Angelea和Alexandria跌落包尾二人，最後Angelea因為表現優於Alexandria而被留下，Alexandria回大屋收拾包袱，在七強止步。
特別嘉賓：GAME, Keenan Cahill

首名：Allison

包尾：Alexandria & Angelea

淘汰：Alexandria

### 第九週：Nikos Papadopoulos
六強吃完午飯回到住處不久，Andre突然來訪大屋並告示她們將會出國到希臘，眾人恩喜若狂。眾人隨後需轉內陸飛機到克里特島，轉乘途中，希臘超級模特兒新秀大賽的主持人Vicky Kaya對眾人提出小挑戰，各人需要待會下飛機後依據預先準備的演講稿利用有限的希臘語與當地傳媒名流自我介紹。最終由Allison以大方而且流暢的演講表現贏得小挑戰，贏得一件當地珠寶商送出的飾品。
六強來到希臘的超模屋旋即與設計師Michael Cinco會面，並分別與Michael Cinco討論在決賽時為他們量身設計的服裝。
今週硬照主題是「希臘沙拉」，拍攝今週硬照參賽者需要穿上像比堅尼的內衣在一盆大沙拉中拍照。但Shannon因穿著內衣問題再次拒絕進行拍攝。Dominque、Angelea 等人狀態良好，都受J先生讚賞。Allison拍攝過程中因受刺眼陽光影響表現，而Laura拍攝前已大受頭疾困擾，拍攝表現欠佳。
評審日會見評判，評審表示接受Shannon沒有拍照，所以評判以她以往表現為今次環節評分。Dominque首名出線，Shannon與Laura則跌入淘汰區。Tyra指出Laura本次照片與她本人代表詞彙大相徑座呈現性感面，雖有驚喜的另一面，但不適合在此時拍攝。而Shannon則被批評沒有一套令人信服的原則，評審感到困惑外，加上她是六強中唯一沒有最佳照片的參賽者，最終評審決定讓Laura留下，但Shannon依然為自己的抉擇感到開心，希望能讓家人驕傲。
特別嘉賓：Nikos Papadopoulos, Michael Cinco

首名：Dominique
包尾：Shannon/Laura

淘汰：Shannon

### 第十週：Exploring Greece
隨著比賽臨近尾聲，剩餘的五強心存強烈希望渴望成為冠軍。今次挑戰賽中，杰夫人要求五強們之間互相評審，而且還要對各參賽者進行評分。評審問題中提及現存選手中誰最應、最不應成為全美超模冠軍？Allison、Laura選擇迴避不回答，但當Dominique被問及問題時，她坦承最不應留下的人是Angelea，認為Angelea自我保護意識強烈、沒有進入比賽狀況，她
強調是出於善意、希望Angelea能夠意識並奮發圖強，而Laura與Lisa也贊同。但當事人Angelea因為被刺中死穴，認為是眾人是在聯合起來欺負她，憤恨不平地離開現場，杰夫人出面作出調解帶她回來。最後Laura評分為最高，勝出小挑戰，Allison則被眾人認為是最沒有潛質的參賽者，而Laura為解決糾紛選擇與Angelea共享獎勵－－當地按摩（於下集回顧播出）。過後，杰夫人也安排眾人跟隨希臘名媛Twylem Pyper遊覽希臘，一嘗當地夜生活。
拍攝日她們需要拍攝一輯重現古希臘奧林匹克運動會的復古照片，是次拍攝由Nigel經手。
| 參賽者    | 復古主題 |
| --------- | -------- |
| Allison   | 鐵餅     |
| Angelea   | 鉛球     |
| Dominique | 鏢槍     |
| Laura     | 箭術     |
| Lisa      | 跨欄     |

Allison首開始狀態未佳且動作不流暢，後來狀態漸入佳境才能拍出好照片；Angelea沒法突破底潮表現，且需要Nigel一步步指導才拍出尚可的照片；Dominique對於鏢槍毫無概念，沒法融入自己個性及拍出令人深刻的照片；Lisa起初很糾結於是否應該再以類一字馬造型的動作姿勢拍照，生怕會再惹評判們反感，Nigel了解情況後反過來鼓勵她放心擺造型才拍攝到適合主題的照片。Laura因為家人有射箭方面的經驗，容易揣摩到拍照需要的動作進行拍攝，Nigel及杰先生很滿意拍攝出來的照片。
評判日杰夫人為本週客席評判。評審過程中Allison、Laura、Lisa照片都得到大多正面的評價，由Laura得到首名。Dominique和Angelea落入淘汰區，Dominique曾經被評判把她與某些明星作比較，評判們認為雖有美麗臉孔能拍出漂亮照片，卻沒有深刻的個人特色足以得到大眾喜愛；而Angelea有著強烈的個性令人留下深刻印象，但至今賽績不如Dominique外，今次的情緒爆發讓評審認為她不適任成為全美超模。評審選擇挽留多次墊底的Angelea，Dominique成為比賽的第五名。
首名：Laura

包尾：Angelea / Dominique

淘汰：Dominique

### 第十一週：Highlights
本集帶顧眾重溫第十七季首十集的精彩內容，裡面會有你從來沒看過的情節﹕Angelea 和 Bianca 因為打電話的先後次序而大吵，但及後冰釋前嫌，互相理解； 女孩們追問Isis變性後的生活； Bianca 和 Camille因為通話分鐘而爭吵； Allison主動找了 Alexandria 談了有關Alexandria在電視上不實的陳述； Bre責罵不幫手做家務的Bianca； Angelea對Kim Kardashian的屁股非常感興趣；Kayla對詞彙知識不足； Lisa做出瘋狂和滑稽動作； Laura 和 Lisa告訴Shannon女性高潮的好處，並強烈建議對方嘗試； 希臘 聖托里尼島的一日遊； 女孩們慶祝Laura的22歲生日； Angelea和Laura享受按摩時冰釋前嫌。

### 第十二週：泰森·贝克福德
今集開始最後四強要接受為 Vogue.it寫博客的挑戰，她們只有3小時選擇服裝、駕車到拍攝地方、拍攝照片和寫克里特島的生活方式和時尚的博客。
Allison和Laura因為博客篇幅短，沒有得到好評; Lisa談論時尚失敗，最後由Angelea憑籍文筆不錯的文章勝出她本季第一個小挑戰，獎品是7天7夜克里特島旅行高級酒店豪華住宿和一個黃金頭飾。
接著四強需要為Tyra的暢銷書籍《Modelland》連續兩天密集式地拍攝短片，四人將在短片中演繹不同版本的《Modelland》主角Tookie，Tyra及超級男模泰森·贝克福德同樣也會參與拍攝。拍攝過程中四人表現都施展渾身解數，但是有人表現耀眼，有人表現失準。
評審日泰森·贝克福德擔任客席評判，評判對於短片中各人表現及拍攝日的表現作出不同評審。Lisa把短片中困難的部份的完滿完成受到Tyra讚賞，而Angelea投入演繹令她們二人分別首名及次名出線，進入最後天橋決戰；淘汰環節中Nigel極力維護Allison在短片中不足及指出其詭異個性更顯得她在業界中獨特，Andre則持相反意見，認為Laura比Allison更具可塑性更值得留下，評判們為此爭拗一個半小時之久。最後評判決定留下Allison，Laura被淘汰。
特別嘉賓：泰森·贝克福德

首名：Lisa

包尾：Allison / Laura

淘汰：Laura

## 詳細資料

### 入圍次序
| №  | 1          | 2          | 3          | 4          | 5          | 6          | 7          | 8          | 9         | 10        | 12      | 13      |  |
| -- | ---------- | ---------- | ---------- | ---------- | ---------- | ---------- | ---------- | ---------- | --------- | --------- | ------- | ------- |  |
| 1  | Isis       | Lisa       | Allison    | Angelea    | Laura      | Dominique  | Lisa       | Allison    | Dominique | Laura     | Lisa    | Lisa    |  |
| 2  | Allison    | Bianca     | Bianca     | Dominique  | Shannon    | Lisa       | Angelea    | Lisa       | Allison   | Allison   | Angelea | Allison |  |
| 3  | Camille    | Alexandria | Shannon    | Allison    | Dominique  | Bianca     | Laura      | Dominique  | Angelea   | Lisa      | Allison | Angelea |  |
| 4  | Lisa       | Laura      | Bre        | Laura      | Allison    | Angelea    | Alexandria | Laura      | Lisa      | Angelea   | Laura   |         |  |
| 5  | Angelea    | Angelea    | Kayla      | Kayla      | Alexandria | Allison    | Allison    | Shannon    | Laura     | Dominique |         |         |  |
| 6  | Laura      | Dominique  | Camille    | Shannon    | Kayla      | Kayla      | Dominique  | Angelea    | Shannon   |           |         |         |  |
| 7  | Bre        | Shannon    | Alexandria | Bre        | Bre        | Shannon    | Shannon    | Alexandria |           |           |         |         |  |
| 8  | Bianca     | Allison    | Lisa       | Bianca     | Bianca     | Laura      | Bianca     |            |           |           |         |         |  |
| 9  | Shannon    | Isis       | Laura      | Alexandria | Angelea    | Alexandria | Kayla      |            |           |           |         |         |  |
| 10 | Dominique  | Bre        | Dominique  | Lisa       | Lisa       | Bre        |            |            |           |           |         |         |  |
| 11 | Sheena     | Camille    | Angelea    | Camille    |            |            |            |            |           |           |         |         |  |
| 12 | Kayla      | Kayla      | Isis       |            |            |            |            |            |           |           |         |         |  |
| 13 | Alexandria | Sheena     |            |            |            |            |            |            |           |           |         |         |  |
| 14 | Brittany   |            |            |            |            |            |            |            |           |           |         |         |  |

     勝出小挑戰，並得到獎勵
     於小挑戰中得到該集免死金牌
     勝出小挑戰，並得到獎勵和該集免死金牌
     在無淘汰比賽中包尾
     勝出小挑戰，並在無淘汰比賽中包尾
     被淘汰
     勝出小挑戰並於同週評審內被淘汰
     參賽者沒有參與拍照並被淘汰
     參賽者被取消資格
     勝出比賽
- 第三集中，勝出隊制小挑戰的隊伍擁有該集免死金牌；而且即使硬照拍得不如理想，亦可較落敗隊伍優先出線。Allison於勝出隊伍中表現最理想，額外獨得EXTRA節目的專訪機會。
- 第五集為無淘汰比賽。
- 第七集中，Lisa勝出小挑戰並擁有該集免死金牌，同時照片被譽為最佳；而且該集共淘汰二人，所以出現三人包尾的情況。
- 第十三集中Angelea在點評前被取消資格，詳細原因電視台未公開。坊間傳聞原本Angelea勝出比賽，但後來她卻在facebook網站上表明自己勝出，違反了與電視臺的合約内容，所以被取消資格。[2]

### 大變身
Alexandria：剪短金髮

Allison:金髮再均勻，四強時眉毛染白金色

Angelea：染銅啡、剪及肩髮（如本季中的泰雅）

Bianca：駁長黑髮及剪瀏海

Bre：燙直及兩邊剃短（如第十四季中的Simone）

Dominique:挑染淺色髮

Isis：織長黑髮

Kayla：染暗紅

Laura：剪及肩金髮及剪齊瀏海

Lisa：剪短金髮

Shannon:染金髮

Sheena:修剪、層次
唯獨Camille沒有獲得大改造，只進行了美容及美髮程序。

### 硬照主題
第一週：真我本色

第二週：品味熱狗

第三週：高蹺時尚

第四週：Express時裝廣告照

第五週：Michael Jackson紀念特輯

第六週：惡女肉搏

第七週：摩托車天后

第八週：「模超」(Pot Ledom) 音樂特輯

第九週：性感沙拉

第十週：時尚奧運

第十一週：Modelland 時尚影片

第十三週：Cover Girl

### 比賽數據
- 參賽者總數：14
- 年紀最大的參賽者：Camille McDonald (33歲)
- 年紀最小的參賽者：Kayla Ferrel (20歲)
- 最高的參賽者：Angelea Preston, Bianca Golden, Brittany Brower (5 ft 11 in, 180 cm)
- 最矮的參賽者：Laura Kirkpatrick (5 ft 6 in, 168 cm)
- 贏得最多小挑戰的參賽者：Brittany "Bre" Scullark, Lisa D'Amato (3次)
- 連續贏得最多小挑戰的參賽者：Brittany "Bre" Scullark (3次)
- 被首先叫名最多的參賽者：Lisa D'Amato (3次)
- 連續被首先叫名最多的參賽者：沒有出現過連續被首先叫名的參賽者
- 出現在包尾最多的參賽者：Angelea Preston (4次)
- 連續在包尾最多的參賽者：Lisa D'Amato (2次)

## 站外連結
- CW 官網

1. ↑  sasha. . Stylebistro.com. 2011-05-13  [2011-06-24]. （原始内容存档于2011-07-16）.
2. ↑  Reiher, Andrea. . Zap2It. 2011-12-07  [2011-12-08]. （原始内容存档于2012-01-06）.